# Anna af Østrig (1573-1598)
 Der er flere personer med dette navn, se Anna af Østrig.
 Anna af Østrig (også kaldet Anna af Steiermark; 1573 — 1598) var datter af hertug Carl af Steiermark og Maria af Bayern. I 1592 blev hun gift med den svenske konge (Sigismund 3. Vasa af Polen), og hun var dronning af Sverige fra hans kroning senere i 1592 til sin død i 1598.